# Медицинская академия имени С. И. Георгиевского
Ордена Трудового Красного Знамени Медицинский институт и́мени С. И. Гео́ргиевского (официально — Ордена Трудового Красного Знамени Медицинский институт имени С. И. Георгиевского федерального государственного автономного образовательного учреждения высшего образования «Крымский федеральный университет имени В.И. Вернадского», ранее — Крымский государственный медицинский университет имени С.И. Георгиевского, Крымский медицинский институт) — структурное подразделение Крымского федерального университета имени В.И. Вернадского, расположенное в Симферополе.
Медицинская академия была учреждена российскими властями Крымского полуострова в 2015 году в соответствии с распоряжением Правительства Российской Федерации, на базе Крымского государственного медицинского университета имени С. И. Георгиевского, основанного в 1931 году как Крымский медицинский институт.

## История
История нынешней медицинской академии берёт начало от медицинского факультета Таврического университета, который был открыт 10 мая 1918 года. Первым ректором университета (и одновременно деканом медицинского факультета) был Р. И. Гельвиг. Первый выпуск врачей состоялся в 1922 году, всего за время существования факультета было выпущено 523 врача. В 1925 году университет был реорганизован в пединститут, а медицинский факультет был ликвидирован.
В 1930 году Народный комиссариат здравоохранения предложил к 10-й годовщине Советского Крыма открыть в Симферополе медицинский институт. Организационное бюро возглавил заместитель наркома здравоохранения Крыма Волошин Б. М., назначенный затем директором института. Торжественное открытие Крымского мединститута, состоящего из одного лечебно-профилактического факультета, состоялось 1 апреля 1931 года. 17 февраля 1936 года состоялся первый выпуск (97 студентов). В 1938 году организуется новый факультет — педиатрический. 1 сентября 1938 года на новом факультете приступили к занятиям 100 студентов. В 1939 году лечебно-профилактический факультет переименовали в лечебный. К 1940 году студенческий контингент вуза составлял уже около 1,5 тысяч человек; на 32 кафедрах работали 23 профессора, 16 доцентов, более 100 ассистентов и преподавателей.
Во время Великой Отечественной войны университет продолжал работать в эвакуации (сначала в Армавире, потом в Джамбуле, вновь в Армавире, затем в Орджоникидзе, Баку, Красноводске, Кзыл-Орде). Всего с июня 1941 по июль 1944 институт подготовил 850 врачей. Весной 1944 года, после освобождения Крыма и окончания учебного года в Кзыл-Орде, институт вернулся в Симферополь.
В 1951 году директором института, а впоследствии ректором, назначается доцент С. И. Георгиевский (имя которого медицинская академия носит в настоящее время). В пятидесятые годы материально-техническая база вуза была значительно расширена. В 1956 году в институте работало 27 докторов и 116 кандидатов наук. С 1961 года институт начинает подготовку врачебных кадров для стран Азии, Африки, Латинской Америки.
В 1970 году ректором вуза назначается профессор В. И. Зяблов. Тогда же институт становится вузом первой категории. В 1978 году открывается новый факультет (стоматологический) и подготовительное отделение. В 1979 году в вузе обучается 3,5 тысячи студентов, среди них 250 иностранцев из 46 стран. С января 1979 года начал работу факультет усовершенствования врачей, переименованный позднее в факультет последипломного образования.
7 мая 1981 года за заслуги в подготовке квалифицированных специалистов для народного здравоохранения и развитие медицинской науки Крымский медицинский институт был удостоен ордена Трудового Красного Знамени.
В конце 1980-х годов Крымский мединститут входил в десятку ведущих медицинских вузов СССР.
В феврале 1989 года впервые в истории института состоялись выборы нового ректора на альтернативной основе — им стал профессор И. В. Богадельников. В трудных условиях распада СССР деятельность вуза была в значительной мере реорганизована, вуз начинает заниматься коммерческой деятельностью. В 1991 году в институте обучалось свыше 3 тысяч студентов, из них почти 600 иностранцев из 54 стран. С 1992 года вуз начинает обучение на контрактной основе иностранных граждан, а с 1994 года — граждан Украины и СНГ.
В июле 1995 года Крымский мединститут был аккредитован по IV (высшему) уровню с предоставлением автономии. 8 декабря 1995 года постановлением Кабинета Министров Украины институту было присвоено имя С. И. Георгиевского, внёсшего большой личный вклад в восстановление и развитие вуза. В сентябре 1996 года институт возглавил профессор А. А. Бабанин. 26 января 1998 года постановлением Кабинета Министров Украины Крымский мединститут был преобразован в университет.
С 1999-го года университет развивал новую форму обучения — преподавание на английском языке (по числу англоязычных студентов университет лидировал среди медвузов Украины). С 2005 года преподавание в университете реорганизуется в соответствии с Болонской образовательной системой. Ежегодно в университете выполнялось более 50 научных тем, защищалось 5-10 докторских и 20-25 кандидатских диссертаций, издавалось по несколько десятков монографий, учебников и учебных пособий, ученые вуза получали до 70 патентов. Университет участвовал в 16 международных научно-исследовательских программах.
В вузе выпускалось несколько научных изданий, включенных ВАК Украины в реестр специальных научных журналов и сборников (журналы «Таврический медико-биологический вестник», «Вестник физиотерапии и курортологии», «Таврический журнал психиатрии», «Крымский терапевтический журнал», сборник «Проблемы, достижения и перспективы развития медико-биологических наук и практического здравоохранения»). Была открыта многопрофильная университетская клиника, оснащённая современным оборудованием, включая томограф, аппараты УЗИ нового поколения, цифровую рентген-установку и др. Вузом была создана модель непрерывного медицинского образования, включающая довузовскую подготовку — подготовительное отделение, подготовительные курсы и медицинский колледж, 5 факультетов по подготовке врачей-специалистов и факультет последипломного образования.
В целом, до аннексии Крыма Россией по уровню образования и степени развития научных школ университет являлся одним из ведущих медицинских вузов Украины. Университет являлся лауреатом рейтинга высших учебных заведений Украины «София Киевская — 2004» и был аттестован Международной Организацией по вопросам образования (IES) по рейтинговому уровню АА (как «ведущий вуз, известный и признанный в мире»).
В 2010 году профессорско-преподавательский состав университета составлял 828 человек, из них 100 докторов наук и 405 кандидатов наук; среди сотрудников вуза — 1 член-корреспондент Национальной академии медицинских наук Украины, 5 членов Академии наук высшей школы Украины, 8 Заслуженных деятелей науки и техники Украины и 12 Заслуженных деятелей науки и техники АР Крым. В 2010 году сотрудниками вуза было защищено 7 докторских и 27 кандидатских диссертаций, издано 12 монографий и 3 учебника. По состоянию на июнь 2014 года в университете обучалось около 4700 студентов (из них около 1800 иностранных), работало 106 профессоров и 420 кандидатов наук.

## Современность
В 2014 году, после аннексии Крыма Россией были озвучены планы по образованию в Крыму федерального университета, в состав которого изначально планировалось включить и КГМУ, что вызвало неприятие со стороны трудового коллектива и особенно со стороны иностранных студентов. 18 июня и. о. главы Крыма С. В. Аксёнов сообщил, что «после консультаций со специалистами отрасли и преподавательским составом медуниверситета» было принято решение не включать вуз в состав федерального. Тем не менее, 4 августа 2014 года правительство Российской Федерации приняло решение о включении КГМУ в состав федерального вуза. На протяжении осени 2014 года в университете проводился ряд протестных акций. Данные акции нашли отклик на высшем уровне руководства России, однако ещё в январе 2015 года судьба и статус университета оставались неясными.
28 января 2015 года указом главы Республики Крым С. В. Аксёнова ректор КГМУ А. А. Бабанин был освобождён от своей должности, а на должность директора медицинской академии приказом ректора КФУ С. Г. Донича была назначена Н. В. Иванова. В течение февраля проходил процесс перевода сотрудников и студентов медуниверситета в состав Крымского федерального университета. 2 марта была озвучена информация о завершении формирования Крымского федерального университета (с медицинской академией в его составе).
В январе 2018 года директором академии был назначен профессор Е. С. Крутиков.

## Структура академии
По состоянию на сентябрь 2018 года в составе академии имеется 6 факультетов: первый медицинский, второй медицинский, стоматологический, фармацевтический, международный медицинский и факультет усовершенствования врачей. Количество кафедр — 56. В составе академии имеется также подготовительное отделение, 38 клинических баз, 16 выпускающих.

## Материально-техническая база
Территория медакадемии (без учёта клинических баз) занимает 17,3 га. У вуза имеется 16 учебных корпусов и 5 корпусов общежитий, собственная клиника и поликлиника, крытый легкоатлетический манеж и спорткомплекс (со стадионом и плавательным бассейном), несколько кафе, Дом культуры. Общая площадь учебно-лабораторных помещений составляет около 63 тыс. кв. м. Лекционные залы вуза рассчитаны на 3270 студентов. Библиотечный фонд академии составляет около 600 тысяч книг. Имеется 25 компьютерных классов на 275 рабочих мест и 4 электронных читальных зала. У академии имеется собственный издательский центр.

## Профессорско-преподавательский состав
По состоянию на 2016 год в Медакадемии преподают свыше 700 специалистов, среди которых 91 доктор наук (из них 74 профессора) и 411 кандидатов наук (из них 254 доцента).

### Известные учёные и преподаватели
- Бабанин, Анатолий Андреевич
- Георгиевский, Сергей Иванович
- Ефетов, Владимир Михайлович
- Ефетов, Константин Александрович
- Загорулько, Александр Кимович
- Захаров, Евгений Илларионович
- Иванова, Маргарита Васильевна
- Лукаш, Николай Васильевич
- Пяткин, Кирилл Дмитриевич
- Троицкий, Герман Васильевич
- Шахназаров, Александр Багратович
- Щастный, Сергей Михайлович

## Кафедры
- Акушерства и гинекологии № 1
- Акушерства и гинекологии № 2
- Акушерства, гинекологии и перинатологии
- Анестезиологии-реаниматологии и скорой медицинской помощи
- Биологии медицинской
- Биохимии
- Внутренней медицины № 1
- Внутренней медицины № 2
- Внутренней медицины № 3
- Гигиены общей с экологией
- Гистологии и эмбриологии
- Государственного управления
- Детской стоматологии
- Детской хирургии с курсом урологии
- Иностранных языков с курсом латинского языка
- Инфекционных болезней
- Клинической фармакологии, фармакотерапии
- Кожно-венерических болезней
- Культурологии, философии и социально-гуманитарных наук
- Лечебной физкультуры и спортивной медицины, физиотерапии с курсом физического воспитания
- Лучевой диагностики и лучевой терапии
- Медицинской физики и информатики
- Микробиологии, вирусологии и иммунологии
- Нервных болезней, нейрохирургии и неврологии ФПО
- Нормальной анатомии
- Общей и клинической патофизиологии
- Общей хирургии
- Общественного здоровья и здравоохранения с курсом организации здравоохранения ФПО
- Онкологии
- Ортопедической стоматологии
- Оториноларингологии
- Офтальмологии
- Патологической анатомии с секционным курсом
- Педиатрии с курсом детских инфекционных болезней
- Педиатрии, неонатологии, физиотерапии и курортологии
- Пропедевтики внутренней медицины
- Пропедевтики педиатрии
- Психиатрии, наркологии, психотерапии с курсом общей и медицинской психологии
- Русского языка
- Стоматологии
- Стоматологии и ортодонтии
- Судебной медицины с курсом права
- Терапевтической стоматологии
- Терапии и общей врачебной практики (семейной медицины)
- Топографической анатомии и оперативной хирургии
- Травматологии и ортопедии
- Фармакологии
- Фармации
- Физиологии нормальной
- Физической терапии, медицинской реабилитации, курортологии, ЛФК и спортивной медицины (г. Ялта)
- Фтизиатрии и пульмонологии
- Химии общей
- Хирургии № 1
- Хирургии № 2
- Хирургических болезней
- Хирургической стоматологии

(информация с официального сайта)